# Зоря Співдружності

Зоря співдружності на гербі Австралії.

Зоря Співдружності (відома також як Зоря федерації або Семипроменева зірка чи Зірка федерації) — це семипроменева зірка що з 1 січня 1901 року символізує федерацію Австралії.
Шість променів зірки представляють шість оригінальних штатів Австралії, а сьома представляє території та будь-які можливі майбутні штати. Первинно зірка була шестипроменевою, але після проголошення у 1905 році території Папуа австралійською територією до зірки додали сьомий промінь щоб представляти цю територію, а також всі можливі майбутні території.

## Використання
Зоря співдружності зображена на прапорі Австралії та на гербі Австралії. На прапорі вона знаходиться у лівій нижній частині, під зображенням прапора Великої Британії; чотири з п'яти зірок що символізують Південний хрест також зображаються семипроменевими. На гербі вона утворює клейнод над синьо-жовтим вінком.
Зоря також використовується на бейджах Австралійських сил оборони та Австралійської федеральної поліції, армії, флоту та військово-повітряних сил.

## Галерея

Прапор Австралії
Герб Австралії (затверджений в 1912 році)
Герб 1908 року
Особистий прапор королеви (1962–2022)